# Just Say Yes (EP)
Pour les articles homonymes, voir Just Say Yes.
Albums de The Narrative
The Narrative (album)
(2010)
Just Say Yes est le premier EP du groupe The Narrative, sorti le 27 août 2008. L'album est produit par Bryan Russel a Red Wire Audio.

## Liste des chansons
Toutes les chansons sont écrites et composées par Suzie Zeldin et Jesse Gabriel.
| 1.    | Castling                    |  | 4:19 |
| 2.    | The Moment That It Stops    |  | 4:56 |
| 3.    | Eyes Closed                 |  | 4:30 |
| 4.    | Libra                       |  | 5:25 |
| 5.    | The Photographer's Daughter |  | 3:49 |
| 6.    | Waiting Room                |  | 4:18 |
| 27:12 |                             |  |      |

## Membres
- Suzie Zeldin - chanteur, piano
- Jesse Gabriel - chanteur, guitariste
- Bryan Russell - Producteur
- Laura Berger - Design